# 格青阿赫河

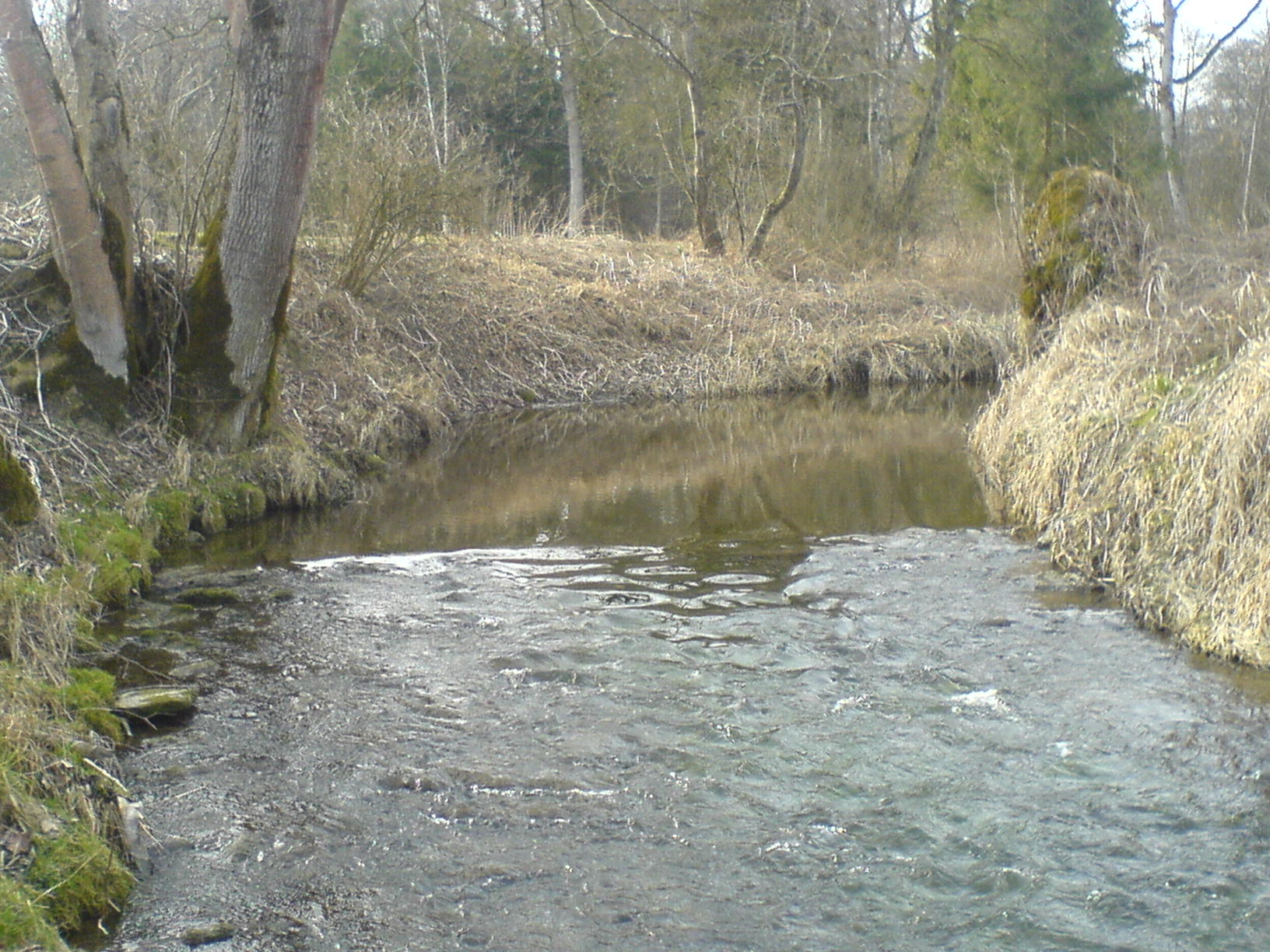
格青阿赫河

48°03′41″N 12°46′37″E / 48.061367°N 12.776853°E
格青阿赫河（德語：Götzinger Achen），是德國的河流，位於該國東南部，由巴伐利亞負責管轄，屬於薩爾察赫河的支流，河道全長30.8公里，流域面積235平方公里，發源自瓦京湖。